# Oligia ambigua
Oligia ambigua là một loài bướm đêm trong họ Noctuidae.